# Dokolo (district)
Dokolo is een district in het noorden van Oeganda.
Dokolo telt 131.047 inwoners.